# Penstemon oklahomensis
Penstemon oklahomensis är en grobladsväxtart som beskrevs av Francis Whittier Pennell. Penstemon oklahomensis ingår i släktet penstemoner, och familjen grobladsväxter. Inga underarter finns listade i Catalogue of Life.